# Estenfeld
Estenfeld est une commune de Bavière (Allemagne), située dans l'arrondissement de Wurtzbourg, dans le district de Basse-Franconie.
La commune comptait 5 237 habitants lors du recensement de 2019.